# Metagryne
Metagryne is een geslacht van hooiwagens uit de familie Cosmetidae.
De wetenschappelijke naam Metagryne is voor het eerst geldig gepubliceerd door Roewer in 1912. 

## Soorten
Metagryne omvat de volgende 4 soorten:
- Metagryne albireticulata
- Metagryne bicolumnata
- Metagryne elegans
- Metagryne ferruginea